# Femke Heemskerk
Femke Heemskerk (n. 21 septembrie 1987, Roelofarendsveen⁠(d), Olanda de Sud, Țările de Jos) este o înotătoare olandeză, medaliată olimpică. A participat la 4 ediții ale Jocurilor Olimpice (2008, 2012, 2016, 2020) în care a câștigat o medalie de aur și o medalie de argint.